# Thilo Knutzen
Thilo Knutzen (* 19. Dezember 2004 in Flensburg) ist ein deutscher Handballspieler. Der Rechtshänder wird im linken und mittleren Rückraum eingesetzt.

## Werdegang
Knutzen wurde in der Jugendabteilung der SG Flensburg-Handewitt gefördert. Im Sommer 2023 wechselte er zum DHK Flensborg. In der Vorbereitung auf die Saison 2024/25 nahm er am Übungsbetrieb der Profimannschaft der SG Flensburg-Handewitt teil, im Oktober 2024 gab Knutzen seinen Einstand bei den SG-Herren, als er im Europapokalspiel (EHF European League) gegen MRK Sesvete fünf Tore erzielte.
Zur Saison 2025/26 unterschrieb er bei der SG seinen ersten Profivertrag, wird aber auch weiterhin per Förderlizenz parallel für DHK Flensborg auflaufen.